# 허진호
허진호(許秦豪, 1963년 8월 8일~)는 대한민국의 영화 감독, 영화 각본가이다. 전북특별자치도 전주 출신으로 연세대학교 철학과를 졸업하였고 1987년에 영화평론가로 처음 등단하였다. 그는 1998년에 개봉된 영화 《8월의 크리스마스》로 쓸쓸하면서도 차분한 사랑 이야기로 처음 대중의 주목을 받았으며, 이러한 허진호식 로맨스라는 특유의 개성을 가진 후속작을 연이어 발표하여 영화계의 주목을 받고 있다.

## 학력
- 연세대학교 철학과
- 한국 영화 아카데미 9기

## 작품
| 년도   | 작품명                  | 영문명              | 비고                                                       |
| ------ | ----------------------- | ------------------- | ---------------------------------------------------------- |
| 1993년 | 《고철을 위하여》       |                     | 단편영화                                                   |
| 1998년 | 《8월의 크리스마스》    | Christmas In August | 청룡영화상 최우수 작품상 한국영화평론가협회상 최우수작품상 |
| 2000년 | 《따로 또 같이》        |                     | 단편 영화                                                  |
| 2001년 | 《봄날은 간다》         | One Fine Spring Day | 청룡영화상 최우수 작품상                                   |
| 2004년 | 《이공》                | Twentidentity       | 옴니버스 영화, segment '따로 또 같이'                      |
| 2004년 | 《나의 새 남자 친구》   |                     | 단편 영화                                                  |
| 2005년 | 《외출》                | April Snow          |                                                            |
| 2007년 | 《행복》                | Happiness           |                                                            |
| 2009년 | 《호우시절》            | A Good Rain Knows   |                                                            |
| 2012년 | 《위험한 관계》         | Dangerous Liaisons  |                                                            |
| 2016년 | 《덕혜옹주》            | The Last Princess   |                                                            |
| 2017년 | 《두개의 빛: 릴루미노》 |                     | 단편 영화                                                  |
| 2019년 | 《천문: 하늘에 묻는다》 | Forbidden Dream     |                                                            |
| 2021년 | 《인간실격》            | LOST                | TV 드라마                                                  |
| 2024년 | 《보통의 가족》         | A Normal Family     |                                                            |
| 2024년 | 《대도시의 사랑법》     |                     | 웹드라마, 3~4회 연출                                       |

## 수상
- 1998년 제1회 디렉터스 컷 시상식 올해의 감독상 《8월의 크리스마스》
- 1998년 제18회 한국영화평론가협회상 최우수 작품상, 감독상
- 1998년 제21회 황금촬영상 신인감독상
- 1998년 제19회 청룡영화상 신인감독상
- 1998년 제19회 청룡영화상 최우수작품상
- 1998년 제34회 백상예술대상 영화부문 신인감독상
- 1999년 제36회 대종상 신인감독상
- 2001년 제6회 부산국제영화제 국제영화평론가 협회상
- 2001년 제2회 부산영화평론가협회상 감독상
- 2001년 제14회 도쿄국제영화제 예술공헌상
- 2001년 제22회 청룡영화상 최우수작품상
- 2002년 제38회 백상예술대상 영화부문 감독상
- 2007년 제27회 한국영화평론가협회상 각본상
- 2007년 제28회 청룡영화상 감독상
- 2007년 제3회 대한민국 대학영화제 올해의 감독상
- 2008년 제2회 서울충무로국제영화제 올해의 발견상
- 2008년 제31회 황금촬영상 시상식 작품상
- 2012년 제32회 하와이국제영화제 비전 인 필름 어워드
- 2017년 제37회 황금촬영상 감독상

## 같이 보기
- 한국 영화